# Ayvazhacı, Develi
Ayvazhacı là một xã thuộc huyện Develi, tỉnh Kayseri, Thổ Nhĩ Kỳ. Dân số thời điểm năm 2008 là 830 người.